# The Sacrifice (film 1911)
The Sacrifice è un cortometraggio muto del 1911 diretto da Van Dyke Brooke. Il film - che segna il debutto sullo schermo di Rosemary Theby - è interpretato da Maurice Costello, Florence Turner e Harry T. Morey.

## Produzione
Il film fu prodotto dalla Vitagraph Company of America.

## Distribuzione
Distribuito dalla General Film Company, il film - un cortometraggio in una bobina - uscì nelle sale cinematografiche statunitensi il 9 giugno 1911.